# Deinopis spinosa
Deinopis spinosa là một loài nhện trong họ Deinopidae.
Loài này thuộc chi Deinopis. Deinopis spinosa được miêu tả năm 1889 bởi Marx.